# Mistrzostwa Polski w pięcioboju nowoczesnym
Mistrzostwa Polski w pięcioboju nowoczesnym po raz pierwszy odbyły się w 1926 roku. W 1956 roku powstał Polski Związek Pięcioboju Nowoczesnego, który odtąd zajmuje się organizacją mistrzostw Polski. W latach 1963–1965 mistrzostw nie rozegrano.

## Medaliści mistrzostw Polski w pięcioboju nowoczesnym

### Kobiety
| Rok i miejsce   | Zwyciężczyni                                                                 | 2. miejsce                                                                  | 3. miejsce                                                               |
| --------------- | ---------------------------------------------------------------------------- | --------------------------------------------------------------------------- | ------------------------------------------------------------------------ |
| 1978            | Wioletta Rutkowska (Lumel Zielona Góra)                                      | Lucyna Najbar (Lumel Zielona Góra)                                          | Mirosława Jakubowska (CWKS Legia Warszawa)                               |
| 1981            | Anna Bajan (Lumel Zielona Góra)                                              | Beata Borowiak (Lumel Zielona Góra)                                         | Alina Lusińska (CWKS Legia Warszawa)                                     |
| 1982            | Magdalena Jedlewska (Legia Warszawa)                                         | Joanna Król (Lumel Zielona Góra)                                            | Beata Borowiak (Lumel Zielona Góra)                                      |
| 1983            | Anna Bajan (Lumel Zielona Góra)                                              | Wioletta Tomasik (Lumel Zielona Góra)                                       | Joanna Król (Lumel Zielona Góra)                                         |
| 1984            | Barbara Kotowska (Lumel Zielona Góra)                                        | Anna Bajan (Lumel Zielona Góra)                                             | Agata Rutkowska (Lumel Zielona Góra)                                     |
| 1985            | Magdalena Jedlewska (Legia Warszawa)                                         | Barbara Kotowska (Lumel Zielona Góra)                                       | Dorota Idzi (Legia Warszawa)                                             |
| 1986            | Barbara Kotowska (Lumel Zielona Góra)                                        | Anna Bajan (Lumel Zielona Góra)                                             | Iwona Dąbrowska (Legia Warszawa)                                         |
| 1987            | Iwona Dąbrowska (Legia Warszawa)                                             | Dorota Idzi (Legia Warszawa)                                                | Barbara Kotowska (Lumel Zielona Góra)                                    |
| 1988            | Dorota Idzi (Legia Warszawa)                                                 | Anna Sulima (Lumel Zielona Góra)                                            | Iwona Dąbrowska (Legia Warszawa)                                         |
| 1989            | Dorota Idzi (Legia Warszawa)                                                 | Iwona Dąbrowska (Legia Warszawa)                                            | Anna Sulima (Lumel Zielona Góra)                                         |
| 1990 Drzonków   | Iwona Dąbrowska-Kowalewska (Legia Warszawa)                                  | Anna Sulima (Lumel Zielona Góra)                                            | Dorota Idzi (Legia Warszawa)                                             |
| 1991            | Iwona Kowalewska (Legia Warszawa)                                            | Dorota Idzi (Legia Warszawa)                                                | Anna Sulima (Lumel Zielona Góra)                                         |
| 1992            | Iwona Kowalewska (Legia Warszawa)                                            | Edyta Małoszyc (Lumel Zielona Góra)                                         | Dorota Idzi (Legia Warszawa)                                             |
| 1993            | Dorota Idzi (Legia Warszawa)                                                 | Edyta Małoszyc (Lumel Zielona Góra)                                         | Iwona Kowalewska (Legia Warszawa)                                        |
| 1994            | Iwona Kowalewska (Legia Warszawa)                                            | Anna Sulima (Lumel Zielona Góra)                                            | Dorota Idzi (Legia Warszawa)                                             |
| 1995            | Dorota Idzi (Legia Warszawa)                                                 | Edyta Małoszyc (Lumel Zielona Góra)                                         | Iwona Kowalewska (Legia Warszawa)                                        |
| 1996            | Paulina Boenisz (Legia Warszawa)                                             | Dominika Grodzicka (Legia Warszawa)                                         | Aleksandra Saraceń (Legia Warszawa)                                      |
| 1997            | Iwona Kowalewska (Legia Warszawa)                                            | Paulina Boenisz (Legia Warszawa)                                            | Edyta Małoszyc (Lumel Zielona Góra)                                      |
| 1998            | Paulina Boenisz (Legia Warszawa)                                             | Dorota Idzi (Legia Warszawa)                                                | Anna Sulima (Gaz Polski Drzonków)                                        |
| 1999            | Paulina Boenisz (Legia Warszawa)                                             | Iwona Kowalewska (Legia Warszawa)                                           | Dorota Idzi (Legia Warszawa)                                             |
| 2000 Drzonków   | Dorota Idzi (Legia Warszawa)                                                 | Edyta Małoszyc (Lumel Zielona Góra)                                         | Paulina Boenisz (Legia Warszawa)                                         |
| 2001 Warszawa   | Paulina Boenisz (Legia Warszawa)                                             | Edyta Małoszyc (Lumel Zielona Góra)                                         | Magdalena Sędziak (Legia Warszawa)                                       |
| 2002 Warszawa   | Paulina Boenisz (Legia Warszawa)                                             | Magdalena Sędziak (Legia Warszawa)                                          | Edyta Małoszyc (Lumel Zielona Góra)                                      |
| 2003 Warszawa   | Paulina Boenisz (Legia Warszawa)                                             | Edyta Małoszyc (Lumel Zielona Góra)                                         | Magdalena Sędziak (Legia Warszawa)                                       |
| 2004 Drzonków   | Paulina Boenisz (Legia Warszawa)                                             | Sylwia Czwojdzińska (Legia Warszawa)                                        | Magdalena Sędziak (Legia Warszawa)                                       |
| 2005 Drzonków   | Marta Dziadura (Legia Warszawa)                                              | Magdalena Sędziak (Legia Warszawa)                                          | Paulina Boenisz (Legia Warszawa)                                         |
| 2006 Drzonków   | Marta Dziadura (Legia Warszawa)                                              | Paulina Boenisz (Legia Warszawa)                                            | Katarzyna Wójcik (Legia Warszawa)                                        |
| 2007 Drzonków   | Marta Dziadura (Legia Warszawa)                                              | Sylwia Czwojdzińska (Legia Warszawa)                                        | Edyta Małoszyc (ZKś Drzonków)                                            |
| 2008 Drzonków   | Paulina Boenisz (Stowarzyszenie "Pięciobój Polski" CWKS Legia Warszawa)      | Sylwia Czwojdzińska (Stowarzyszenie "Pięciobój Polski" CWKS Legia Warszawa) | Katarzyna Wójcik (Stowarzyszenie "Pięciobój Polski" CWKS Legia Warszawa) |
| 2009 Drzonków   | Paulina Boenisz (Stowarzyszenie "Pięciobój Polski" CWKS Legia Warszawa)      | Sylwia Czwojdzińska (Stowarzyszenie "Pięciobój Polski" CWKS Legia Warszawa) | Joanna Gomolińska (UKS Żoliborz Warszawa)                                |
| 2010 Szczecinek | Sylwia Czwojdzińska (Stowarzyszenie "Pięciobój Polski" CWKS Legia Warszawa)  | Paulina Boenisz (Stowarzyszenie "Pięciobój Polski" CWKS Legia Warszawa)     | Oktawia Nowacka (Stowarzyszenie "Pięciobój Polski" CWKS Legia Warszawa)  |
| 2011 Drzonków   | Sylwia Czwojdzińska (Stowarzyszenie "Pięciobój Polski" CWKS Legia Warszawa)  | Paulina Boenisz (Stowarzyszenie "Pięciobój Polski" CWKS Legia Warszawa)     | Katarzyna Wójcik (Stowarzyszenie "Pięciobój Polski" CWKS Legia Warszawa) |
| 2012 Drzonków   | Sylwia Czwojdzińska (Stowarzyszenie "Pięciobój Polski" CWKS Legia Warszawa)  | Katarzyna Wójcik (Stowarzyszenie "Pięciobój Polski" CWKS Legia Warszawa)    | Aleksandra Skarzyńska (UKS G-8 Bielany Warszawa)                         |
| 2013 Drzonków   | Aleksandra Skarzyńska (UKS G-8 Bielany Warszawa)                             | Oktawia Nowacka (Stowarzyszenie "Pięciobój Polski" CWKS Legia Warszawa)     | Katarzyna Wójcik (Stowarzyszenie "Pięciobój Polski" CWKS Legia Warszawa) |
| 2014 Drzonków   | Anna Maliszewska (UKS Żoliborz Warszawa)                                     | Oktawia Nowacka (Stowarzyszenie "Pięciobój Polski" CWKS Legia Warszawa)     | Aleksandra Skarzyńska (UKS G-8 Bielany Warszawa)                         |
| 2015 Drzonków   | Oktawia Nowacka (Stowarzyszenie "Pięciobój Polski" CWKS Legia Warszawa)      | Anna Maliszewska (UKS Żoliborz Warszawa)                                    | Aleksandra Skarzyńska (UKS G-8 Bielany Warszawa)                         |
| 2016 Drzonków   | Aleksandra Chmielewska (UKS G-8 Bielany Warszawa)                            | Anna Maliszewska (UKS Żoliborz Warszawa)                                    | Magda Klemczyńska (ZKS Drzonków)                                         |
| 2017 Drzonków   | Anna Maliszewska (UKS Żoliborz Warszawa)                                     | Oktawia Nowacka (Stowarzyszenie "Pięciobój Polski" CWKS Legia Warszawa)     | Natalia Dominiak (ZKS Drzonków)                                          |
| 2018 Drzonków   | Anna Maliszewska (UKS Żoliborz Warszawa)                                     | Marta Kobecka (UKS "Kapry-Armexim" Pruszków)                                | Natalia Dominiak (ZKS Drzonków)                                          |
| 2019 Drzonków   | Anna Maliszewska (UKS Żoliborz Warszawa)                                     | Natalia Dominiak (ZKS Drzonków)                                             | Wiktoria Wierzba (UKS "Ósemka" Starogard Gdański)                        |
| 2020 Drzonków   | Anna Maliszewska (KS Olimpia Zielona Góra)                                   | Marta Kobecka (UKS "Kapry-Armexim" Pruszków)                                | Agnieszka Wysokińska (ZKS Drzonków)                                      |
| 2021 Drzonków   | Anna Maliszewska (KS Olimpia Zielona Góra)                                   | Oktawia Nowacka (Stowarzyszenie "Pięciobój Polski" CWKS Legia Warszawa)     | Natalia Dominiak (ZKS Drzonków)                                          |
| 2022 Drzonków   | Anna Maliszewska (KS Olimpia Zielona Góra)                                   | Natalia Dominiak(ZKS Drzonków)                                              | Oktawia Nowacka (ZKS Drzonków)                                           |
| 2023 Drzonków   | Oktawia Nowacka (ZKS Drzonków)                                               | Ewa Pydyszewska(ZKS Drzonków)                                               | Marta Kobecka (UKS "Kapry-Armexim" Pruszków)                             |
| 2024 Drzonków   | Małgorzata Karbownik (Stowarzyszenie "Pięciobój Polski" CWKS Legia Warszawa) | Anna Maliszewska (KS Olimpia Zielona Góra)                                  | Oktawia Nowacka (ZKS Drzonków)                                           |

### Mężczyźni
| Rok i miejsce     | Zwycięzca                                                                | 2. miejsce                                                                 | 3. miejsce                                                                 |
| ----------------- | ------------------------------------------------------------------------ | -------------------------------------------------------------------------- | -------------------------------------------------------------------------- |
| 1926              | Stefan Szelestowski (Polonia Warszawa)                                   | Jan Baran (Legia Warszawa)                                                 | Franciszek Koprowski (Olimpia Grudziądz)                                   |
| 1927              | Stefan Szelestowski (Polonia Warszawa)                                   | Zenon Małłysko (Legia Warszawa)                                            | Franciszek Koprowski (Olimpia Grudziądz)                                   |
| 1928              | Stefan Szelestowski (Polonia Warszawa)                                   | Franciszek Koprowski (Olimpia Grudziądz)                                   | Jan Baran (Legia Warszawa)                                                 |
| 1929              | Zenon Małłysko (Legia Warszawa)                                          | Franciszek Koprowski (Olimpia Grudziądz)                                   | Jan Baran (Legia Warszawa)                                                 |
| 1931              | Franciszek Koprowski (CWK Grudziądz)                                     | Morszkowski (1 pp. Legionów Warszawa)                                      | Sozański (14 pułk ułanów)                                                  |
| 1956              | Stanisław Przybylski (Legia Warszawa)                                    | Kazimierz Mazur (Legia Warszawa)                                           | Henryk Sulajnis (Lotnik Warszawa)                                          |
| 1957              | Stanisław Przybylski (Legia Warszawa)                                    | Henryk Sulajnis (Lotnik Warszawa)                                          | Jerzy Lipski (Lotnik Warszawa)                                             |
| 1958              | Bolesław Bogdan (Lotnik Warszawa)                                        | Kazimierz Mazur (Legia Warszawa)                                           | Tadeusz Mackiewicz (LZS Szczecin)                                          |
| 1959              | Stanisław Przybylski (Legia Warszawa)                                    | Jarosław Paszkiewicz (Legia Warszawa)                                      | Kazimierz Mazur (Legia Warszawa)                                           |
| 1960              | Stanisław Przybylski (Legia Warszawa)                                    | Jarosław Paszkiewicz (Legia Warszawa)                                      | Kazimierz Mazur (Legia Warszawa)                                           |
| 1961              | Aleksander Kaczor (Legia Warszawa)                                       | Stanisław Kaniewski (Legia Warszawa)                                       | Kazimierz Mazur (Legia Warszawa)                                           |
| 1962              | Wiesław Sajdak (Legia Warszawa)                                          | Jarosław Paszkiewicz (Legia Warszawa)                                      | Stanisław Kaniewski (Legia Warszawa)                                       |
| 1966              | Wiesław Sajdak (Legia Warszawa)                                          | Jerzy Wach (Lotnik Warszawa)                                               | Andrzej Dominiak (Lotnik Warszawa)                                         |
| 1967              | Jerzy Wach (Lotnik Warszawa)                                             | Zbigniew Katner (Lotnik Warszawa)                                          | Ryszard Kowalczyk (Lotnik Warszawa)                                        |
| 1968              | Zbigniew Katner (Lotnik Warszawa)                                        | Wiesław Sajdak (Lotnik Warszawa)                                           | Jerzy Suska (Lotnik Warszawa)                                              |
| 1969              | Andrzej Dominiak (Lotnik Warszawa)                                       | Jerzy Wach (Lotnik Warszawa)                                               | Jerzy Suska (Lotnik Warszawa)                                              |
| 1970              | Ryszard Wach (Lotnik Warszawa)                                           | Krzysztof Trybusiewicz (Legia Warszawa)                                    | Jerzy Wach (Lotnik Warszawa)                                               |
| 1971              | Zbigniew Katner (Lotnik Warszawa)                                        | Stanisław Skwira (Lotnik Warszawa)                                         | Janusz Pyciak-Peciak (Lotnik Warszawa)                                     |
| 1972              | Ryszard Wach (Lotnik Warszawa)                                           | Waldemar Kawecki (Lotnik Warszawa)                                         | Krzysztof Trybusiewicz (Legia Warszawa)                                    |
| 1973              | Ryszard Konwiński (Lotnik Warszawa)                                      | Janusz Pyciak-Peciak (Lotnik Warszawa)                                     | Ryszard Wach (Lotnik Warszawa)                                             |
| 1974 Warszawa     | Janusz Pyciak-Peciak (Lotnik Warszawa)                                   | Krzysztof Trybusiewicz (Legia Warszawa)                                    | Ryszard Konwiński (Lotnik Warszawa)                                        |
| 1975 Warszawa     | Janusz Pyciak-Peciak (Lotnik Warszawa)                                   | Zbigniew Pacelt (Legia Warszawa)                                           | Bogdan Bartczak (Legia Warszawa)                                           |
| 1976 Warszawa     | Janusz Pyciak-Peciak (Legia Warszawa)                                    | Bogdan Bartczak (Legia Warszawa)                                           | Sławomir Rotkiewicz (Legia Warszawa)                                       |
| 1977 Zielona Góra | Janusz Pyciak-Peciak (Legia Warszawa)                                    | Zbigniew Pacelt (Legia Warszawa)                                           | Sławomir Rotkiewicz (Legia Warszawa)                                       |
| 1978 Zielona Góra | Marek Bajan (Legia Warszawa)                                             | Bogdan Bartczak (Legia Warszawa)                                           | Zbigniew Pacelt (Legia Warszawa)                                           |
| 1979              | Marek Bajan (Lumel Zielona Góra)                                         | Zbigniew Pacelt (Legia Warszawa)                                           | Wiesław Chmielewski (Legia Warszawa)                                       |
| 1980              | Janusz Pyciak-Peciak (Legia Warszawa)                                    | Marek Bajan (Lumel Zielona Góra)                                           | Zbigniew Szuba (Legia Warszawa)                                            |
| 1981              | Janusz Pyciak-Peciak (Legia Warszawa)                                    | Marek Bajan (Lumel Zielona Góra)                                           | Zbigniew Szuba (Legia Warszawa)                                            |
| 1982              | Janusz Pyciak-Peciak (Legia Warszawa)                                    | Jan Olesiński (Legia Warszawa)                                             | Dariusz Kondrat (Legia Warszawa)                                           |
| 1983              | Janusz Pyciak-Peciak (Legia Warszawa)                                    | Wiesław Chmielewski (Legia Warszawa)                                       | Paweł Olszewski (Lumel Zielona Góra)                                       |
| 1984              | Zbigniew Szuba (Legia Warszawa)                                          | Jan Olesiński (Legia Warszawa)                                             | Paweł Olszewski (Lumel Zielona Góra)                                       |
| 1985              | Maciej Czyżowicz (Lumel Zielona Góra)                                    | Wiesław Chmielewski (Legia Warszawa)                                       | Zbigniew Szuba (Legia Warszawa)                                            |
| 1986              | Zbigniew Szuba (Legia Warszawa)                                          | Maciej Czyżowicz (Lumel Zielona Góra)                                      | Paweł Olszewski (Lumel Zielona Góra)                                       |
| 1987              | Paweł Olszewski (Lumel Zielona Góra)                                     | Jarosław Idzi (Legia Warszawa)                                             | Wiesław Chmielewski (Legia Warszawa)                                       |
| 1988              | Mirosław Zazula (Lumel Zielona Góra)                                     | Maciej Czyżowicz (Lumel Zielona Góra)                                      | Dariusz Goździak (Lumel Zielona Góra)                                      |
| 1989              | Jacek Suszczyński (Legia Warszawa)                                       | Dariusz Goździak (Lumel Zielona Góra)                                      | Arkadiusz Skrzypaszek (Lumel Zielona Góra)                                 |
| 1990 Warszawa     | Dariusz Goździak (Lumel Zielona Góra)                                    | Maciej Czyżowicz (Lumel Zielona Góra)                                      | Jarosław Idzi (Legia Warszawa)                                             |
| 1991              | Arkadiusz Skrzypaszek (Lumel Zielona Góra)                               | Maciej Czyżowicz (Lumel Zielona Góra)                                      | Jacek Suszczyński (Legia Warszawa)                                         |
| 1992              | Andrzej Giżyński (Lumel Zielona Góra)                                    | Jarosław Idzi (Legia Warszawa)                                             | Jacek Gnyp (Legia Warszawa)                                                |
| 1993              | Andrzej Stefanek (Legia Warszawa)                                        | Dariusz Goździak (Lumel Zielona Góra)                                      | Mateusz Nowicki (Legia Warszawa)                                           |
| 1994              | Andrzej Stefanek (Legia Warszawa)                                        | Maciej Czyżowicz (Lumel Zielona Góra)                                      | Dariusz Mejsner (Lumel Zielona Góra)                                       |
| 1995              | Tomasz Cygański (Lumel Zielona Góra)                                     | Mateusz Nowicki (Legia Warszawa)                                           | Maciej Czyżowicz (Lumel Zielona Góra)                                      |
| 1996              | Andrzej Stefanek (Gaz Polski Drzonków)                                   | Maciej Czyżowicz (Lumel Zielona Góra)                                      | Marcin Horbacz (Lumel Zielona Góra)                                        |
| 1997              | Maciej Czyżowicz (Lumel Zielona Góra))                                   | Andrzej Stefanek (Gaz Polski Drzonków)                                     | Dariusz Mejsner (Lumel Zielona Góra)                                       |
| 1998              | Andrzej Stefanek (Gaz Polski Drzonków)                                   | Igor Warabida (Legia Warszawa)                                             | Marcin Horbacz (Gaz Polski Zielona Góra)                                   |
| 1999              | Dariusz Mejsner (Legia Warszawa)                                         | Marcin Horbacz (Gaz Polski Zielona Góra)                                   | Igor Warabida (Legia Warszawa)                                             |
| 2000 Drzonków     | Andrzej Stefanek (Gaz Polski Drzonków)                                   | Marcin Horbacz (Gaz Polski Zielona Góra)                                   | Maciej Bogucki (Legia Warszawa)                                            |
| 2001 Warszawa     | Marcin Horbacz (Gaz Polski Zielona Góra)                                 | Radosław Klimek (Legia Warszawa)                                           | Maciej Bogucki (Legia Warszawa)                                            |
| 2002 Warszawa     | Marcin Horbacz (Gaz Polski Zielona Góra)                                 | Andrzej Stefanek (Gaz Polski Drzonków)                                     | Radosław Klimek (Legia Warszawa)                                           |
| 2003 Warszawa     | Marcin Horbacz (Gaz Polski Zielona Góra)                                 | Andrzej Stefanek (Gaz Polski Drzonków)                                     | Przemysław Gałecki (Legia Warszawa)                                        |
| 2004 Drzonków     | Marcin Horbacz (ZKS Drzonków)                                            | Przemysław Gałecki (Legia Warszawa)                                        | Andrzej Stefanek (ZKS Drzonków)                                            |
| 2005 Drzonków     | Marcin Horbacz (ZKS Drzonków)                                            | Tomasz Chmielewski (ZKS Drzonków)                                          | Przemysław Gałecki (Legia Warszawa)                                        |
| 2006 Drzonków     | Piotr Kobrzeniecki (Legia Warszawa)                                      | Andrzej Stefanek (ZKS Drzonków)                                            | Tomasz Chmielewski (ZKS Drzonków)                                          |
| 2007 Drzonków     | Przemysław Gałecki (Legia Warszawa)                                      | Szymon Staśkiewicz (ZKS Drzonków)                                          | Tomasz Chmielewski (ZKS Drzonków)                                          |
| 2008 Drzonków     | Szymon Staśkiewicz (ZKS Drzonków)                                        | Mateusz Pośnik (Stowarzyszenie "Pięciobój Polski" CWKS Legia Warszawa)     | Krzysztof Staszak (Stowarzyszenie "Pięciobój Polski" CWKS Legia Warszawa)  |
| 2009 Drzonków     | Marcin Horbacz (ZKS Drzonków)                                            | Remigiusz Golis (UKS "G-8")                                                | Tomasz Chmielewski (ZKS Drzonków)                                          |
| 2010 Szczecinek   | Łukasz Klekot (ZKS Drzonków)                                             | Remigiusz Golis (UKS "G-8")                                                | Bartosz Majewski (ZKS Drzonków)                                            |
| 2011 Drzonków     | Łukasz Klekot (ZKS Drzonków)                                             | Remigiusz Golis (UKS "G-8")                                                | Szymon Staśkiewicz (ZKS Drzonków)                                          |
| 2012 Drzonków     | Szymon Staśkiewicz (ZKS Drzonków)                                        | Bartosz Majewski (ZKS Drzonków)                                            | Sebastian Stasiak (UKS Żoliborz Warszawa)                                  |
| 2013 Drzonków     | Szymon Staśkiewicz (ZKS Drzonków)                                        | Sebastian Stasiak (UKS Żoliborz Warszawa)                                  | Bartosz Majewski (ZKS Drzonków)                                            |
| 2014 Drzonków     | Łukasz Klekot (ZKS Drzonków)                                             | Remigiusz Golis (UKS G-8 Bielany Warszawa)                                 | Sebastian Stasiak (UKS Żoliborz Warszawa)                                  |
| 2015 Drzonków     | Sebastian Stasiak (UKS Żoliborz Warszawa)                                | Michał Gralewski (UKS Żoliborz Warszawa)                                   | Remigiusz Golis (UKS G-8 Bielany Warszawa)                                 |
| 2016 Drzonków     | Sebastian Stasiak (UKS Żoliborz Warszawa)                                | Michał Gralewski (UKS Żoliborz Warszawa)                                   | Jarosław Świderski (UKS G-8 Bielany Warszawa)                              |
| 2017 Drzonków     | Łukasz Gutkowski (UKS G-8 Bielany Warszawa)                              | Jarosław Świderski (UKS G-8 Bielany Warszawa)                              | Szymon Staśkiewicz (ZKS Drzonków)                                          |
| 2018 Drzonków     | Sebastian Stasiak (UKS Żoliborz Warszawa)                                | Daniel Ławrynowicz (Stowarzyszenie "Pięciobój Polski" CWKS Legia Warszawa) | Łukasz Gutkowski (UKS G-8 Bielany Warszawa)                                |
| 2019 Drzonków     | Sebastian Stasiak (UKS Żoliborz Warszawa)                                | Kamil Kasperczak (ZKS Drzonków)                                            | Łukasz Gutkowski (Stowarzyszenie "Pięciobój Polski" CWKS Legia Warszawa)   |
| 2020 Drzonków     | Sebastian Stasiak (KS Olimpia Zielona Góra)                              | Łukasz Gutkowski (Stowarzyszenie "Pięciobój Polski" CWKS Legia Warszawa)   | Szymon Staśkiewicz (ZKS Drzonków)                                          |
| 2021 Drzonków     | Maciej Klimek {pięcioboista) (RTP Victoria Radom)                        | Maciej Dukielski (UKS G-8 Bielany Warszawa)                                | Kamil Kasperczak (ZKS Drzonków)                                            |
| 2022 Drzonków     | Łukasz Gutkowski (Stowarzyszenie "Pięciobój Polski" CWKS Legia Warszawa) | Kamil Kasperczak (ZKS Drzonków)                                            | Jarosław Świderski (UKS G-8 Bielany Warszawa)                              |
| 2023 Drzonków     | Łukasz Gutkowski (Stowarzyszenie "Pięciobój Polski" CWKS Legia Warszawa) | Kamil Kasperczak (ZKS Drzonków)                                            | Maciej Klimek (RTP Victoria Radom)                                         |
| 2024 Drzonków     | Łukasz Gutkowski (Stowarzyszenie "Pięciobój Polski" CWKS Legia Warszawa) | Sebastian Stasiak (KS Olimpia Zielona Góra)                                | Daniel Ławrynowicz (Stowarzyszenie "Pięciobój Polski" CWKS Legia Warszawa) |

### Sztafety mieszane
| Rok i miejsce | Zwycięzca                                                          | 2. miejsce                                                   | 3. miejsce                                                                                  |
| ------------- | ------------------------------------------------------------------ | ------------------------------------------------------------ | ------------------------------------------------------------------------------------------- |
| 2011          | Sylwia Czwojdzińska, Michał Kacer (Legia Warszawa)                 | Aleksandra Skarzyńska, Remigiusz Golis (Legia Warszawa)      | Magdalena Walesa, Szymon Staśkiewicz (ZKS Drzonków)                                         |
| 2012          | Aleksandra Skarzyńska, Michał Stefański (UKS G-8 Bielany Warszawa) | Katarzyna Wójcik, Piotr Lara (Legia Warszawa)                | Natalia Hachulska, Jarosław Świderski (UKS G-8 Bielany Warszawa)                            |
| 2013          | Aleksandra Skarzyńska, Remigiusz Golis (UKS G-8 Bielany Warszawa)  | Ida Cewińska, Sebastian Stasiak                              | Paula Markowska, Maciej Baranowski                                                          |
| 2014          | Aleksandra Skarzyńska, Remigiusz Golis (UKS G-8 Bielany Warszawa)  | Natalia Hachulska, Jarosław Świderski                        | Anna Maliszewska, Maciej Baranowski (UKS Żoliborz Warszawa)                                 |
| 2015          | Aleksandra Skarzyńska, Michał Stefański (UKS G-8 Bielany Warszawa) | Anna Maliszewska, Maciej Baranowski (UKS Żoliborz Warszawa)  | Natalia Hachulska, Jarosław Świderski (UKS G-8 Bielany Warszawa)                            |
| 2016          | Natalia Dominiak, Szymon Staśkiewicz (ZKS Drzonków)                | Anna Maliszewska, Remigiusz Golis (UKS Żoliborz Warszawa)    | Aleksandra Chmielewska, Maciej Dukielski (UKS G-8 Bielany Warszawa)                         |
| 2018          | Natalia Dominiak, Szymon Staśkiewicz (ZKS Drzonków)                | Aleksandra Sobolewska, Paweł Dąbrowski (ZKS Drzonków)        | Dominika Karolak, Daniel Ławrynowicz (Legia Warszawa)                                       |
| 2019          | Natalia Dominiak, Kamil Kasperczak (ZKS Drzonków)                  | Natalia Hachulska, Sebastian Stasiak (UKS Żoliborz Warszawa) | Katarzyna Ligęza, Szymon Staśkiewicz (ZKS Drzonków)                                         |
| 2021          | Anna Maliszewska, Sebastian Stasiak (KS Olimpia Zielona Góra)      | Natalia Dominiak, Kamil Kasperczak (ZKS Drzonków)            | Michalina Wierzba, Łukasz Gutkowski (Stowarzyszenie "Pięciobój Polski" CWKS Legia Warszawa) |
| 2022          | Anna Maliszewska, Sebastian Stasiak (KS Olimpia Zielona Góra)      | Adrianna Kapała, Maciej Dukielski (UKS G-8 Bielany Warszawa) | Daria Niedziałkowska, Adam Pierzchała (RTP Victoria Radom)                                  |